# Premi Robert 1994
L'11ª edizione dei Premi Robert si è svolta a Copenaghen nel 1994.

## Vincitori
- Miglior film: La casa degli spiriti (The House of the Spirits), regia di Bille August
- Miglior attore protagonista: Frits Helmuth - Det forsømte forår
- Miglior attrice protagonista: Sofie Gråbøl - Sort høst
- Miglior attore non protagonista: Jesper Christensen - Den russiske sangerinde
- Miglior attrice non protagonista: Anne Marie Helger - De frigjorte
- Miglior sceneggiatura: Bille August - La casa degli spiriti (The House of the Spirits)
- Miglior fotografia: Jan Weincke - Sort høst
- Miglior montaggio: Janus Billeskov Jansen - La casa degli spiriti (The House of the Spirits)
- Miglior scenografia: Gunilla Allard - Sort høst
- Migliori costumi: Manon Rasmussen - Sort høst
- Miglior musica: Anders Koppel e Hans-Henrik Ley - Jungle Jack
- Miglior sonoro: Niels Arild - La casa degli spiriti (The House of the Spirits)
- Miglior trucco: Dennis Knudsen e Anne Cathrine Sauerberg - Sort høst
- Miglior film straniero: Lezioni di piano (The Piano), regia di Jane Campion
- Miglior cortometraggio/documentario: En skæv start, To år med Randi, regia di Anja Dalhoff
- Premio Robert onorario: Astrid Henning-Jensen